# Yeimar Gómez Andrade
Yeimar Pastor Gómez Andrade (ur. 30 czerwca 1992 w Tadó) – kolumbijski piłkarz występujący na pozycji środkowego obrońcy, reprezentant Kolumbii, od 2020 roku zawodnik amerykańskiego Seattle Sounders.